# Дом с призраками

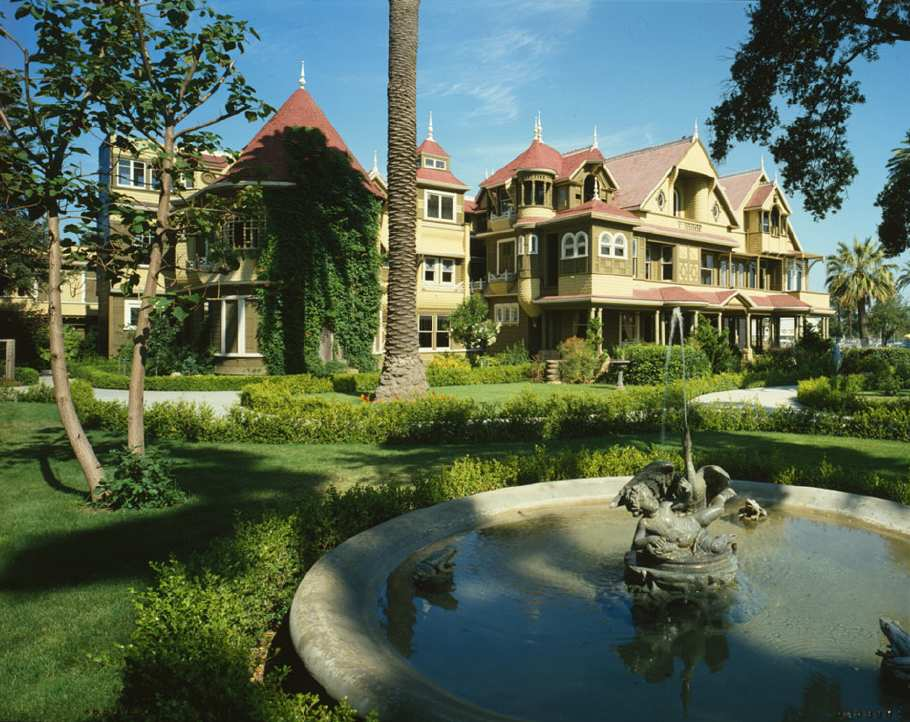
Считается, что дом Винчестеров населен призраками

Дом с при́зраками — жилой дом или иное здание, принимаемое за населённое бестелесными духами умерших, которыми могут быть бывшие его жители или фамильяры.
Сверхъестественная («паранормальная») активность внутри дома чаще всего объясняется в народе насильственными или трагическими событиями, имевшими место в прошлом здания, такими как убийство, гибель от несчастного случая или суицид.
Репутацию «дома с привидениями» чаще всего имеют большие, старые, в значительной степени заброшенные дома или замки. Примеры проявления якобы имеющей место активности призраков могут варьироваться от необъяснимых стуков, скрипов и прочих звуков до перемещений предметов и явлений самих призраков.
В 2005 году Институт Гэллапа провёл опрос в трёх странах — Соединённых Штатах, Канаде и Великобритании, который показал, что всё больше людей верят в дома с привидениями, чем в любые другие паранормальные явления, о которых говорилось в опросе; из принявших в нём участие 37 % американцев, 28 % канадцев и 40 % британцев верили в дома с привидениями.
Предложены следующие рациональные объяснения всевозможных «странных» явлений в «домах с привидениями»: искажение геомагнитного поля, шаровая молния, отравление угарным газом, износ каркасов, перекрытий и других элементов здания, а также «синдром скрипучего дома» — изменение температуры в зависимости от времени суток, вызывающее расширение или сжатие воздуха.
Во время одного из полукурьёзных судебных процессов, связанных с домом с привидениями, Верховный суд Нью-Йорка в 1991 году вынес решение, что продавец должен был заранее раскрыть покупателю репутацию дома как населённого призраками, поскольку подобные слухи снижают цену на такой дом.

## Отражение в литературе

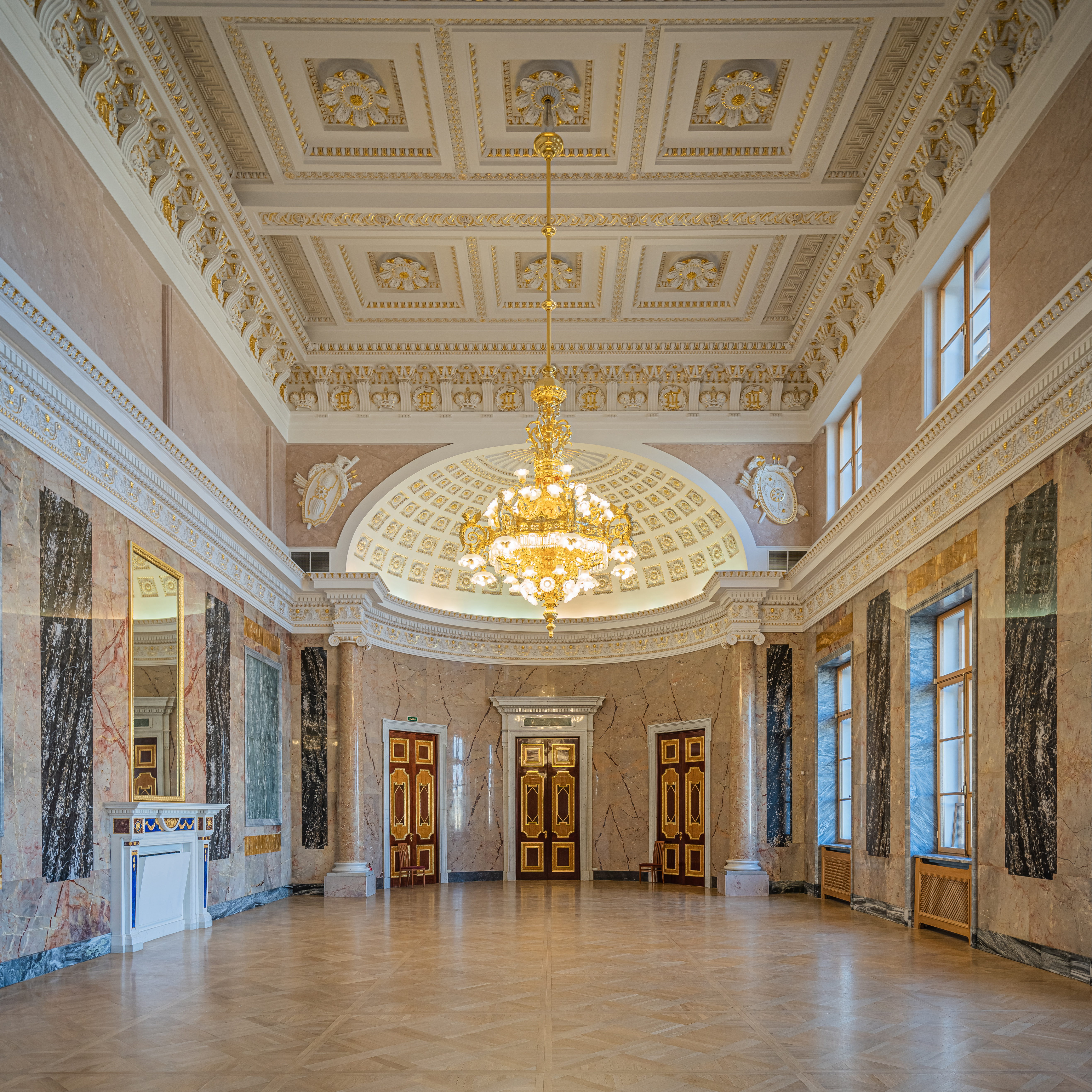
Долгое время считалось, что по залам Инженерного замка бродит венценосная тень убитого в нём царя

Дома, которые облюбовали выходцы с того света, упоминаются ещё античными авторами — Плинием Младшим и Лукианом. Подобные поверья можно найти и в сказках «Тысячи и одной ночи» («Али каирский и Дом с привидениями в Багдаде»). В западной литературе новейшего времени примерами литературных произведений о домах с привидениями могут служить:
- «Замок Отранто» (Гораций Уолпол),
- «Майорат» (Э. Т. А. Гофман),
- «Штосс» (Михаил Лермонтов)[4],
- «Поворот винта» (Генри Джеймс),
- «Кентервильское привидение» (Оскар Уайлд),
- «Жребий» и «Сияние» (Стивен Кинг).

В рассказе «Привидение в Инженерном замке» (1882) Н. С. Лесков пишет следующее:

«У домов, как у людей, есть своя репутация. Есть дома, где, по общему мнению, нечисто, то есть где замечают те или другие проявления какой-то нечистой или по крайней мере непонятной силы. Спириты старались много сделать для разъяснения этого рода явлений, но так как теории их не пользуются большим доверием, то дело с страшными домами остаётся в прежнем положении. В Петербурге во мнении многих подобною худою славою долго пользовалось характерное здание бывшего Павловского дворца, известное нынче под названием Инженерного замка. Таинственные явления, приписываемые духам и привидениям, замечали здесь почти с самого основания замка».